# Robert Boutruche
Robert Boutruche est un historien médiéviste français, né le 21 octobre 1904 à Chailland (département de la Mayenne) et mort le 15 novembre 1975 à Bourg-la-Reine. Il est connu pour ses travaux sur les structures rurales et la féodalité.

## Biographie

### Famille
Robert Odile Hyacinthe Joseph Boutruche est né le 21 octobre 1904 à Chailland dans le département de la Mayenne et mort le 15 novembre 1975. Son père, Joseph, né en 1879 à Laval, était horloger dans cette commune où il demeurait avec son épouse Marie Cordon, route de la Baconnière.

### Études

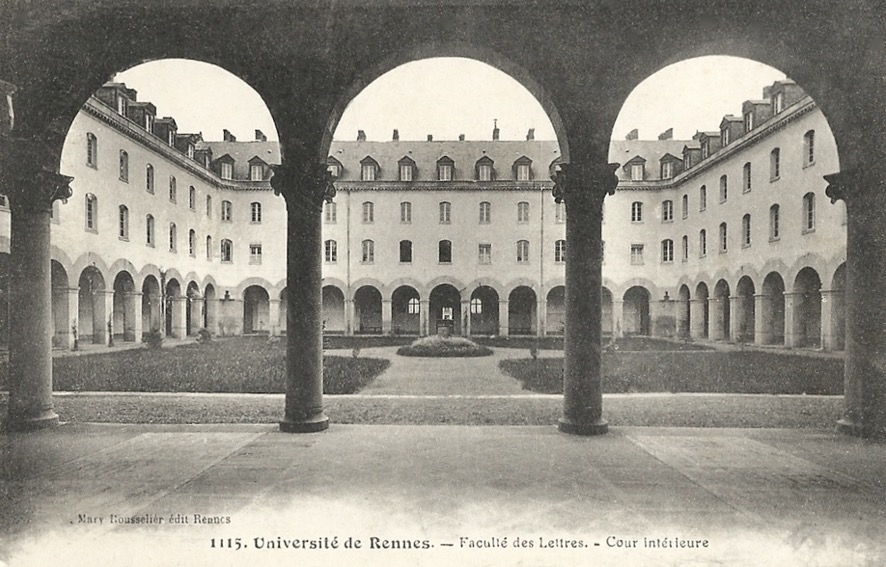
Faculté des Lettres, Rennes.

Le jeune Robert Boutruche étudie à la faculté des Lettres de l'université de Rennes où il obtient sa licence d'histoire en 1924 et son diplôme d'études supérieures l'année suivante. En 1928, il est reçu au concours de l'agrégation d'histoire, après avoir accompli une année de service militaire.

### Parcours militaire
Rendu à la vie civile, Robert Boutruche est officier d'administration de réserve dans le service de Santé, avec le grade de sous-lieutenant en 1928. En 1932, il est mentionné comme lieutenant. En septembre 1939, il est mobilisé et le reste jusqu'en juin 1940. Il gagne ensuite Clermont-Ferrand où s'est repliée l'université de Strasbourg.

### Vie privée
À Bordeaux, Robert Boutruche nommé professeur de lycée en 1929, habite au no 147-bis de la rue François-de-Sourdis.
La même année, il épouse une camarade d'étude, Renée Godard, d'une « famille d'instituteurs républicains laïques ». Ils ont une fille, prénommée Monique, née le 26 octobre 1930. Mais la jeune mère est emportée par le cancer en septembre 1932.
L'historien se remarie en août 1940, avec Marie-Thérèse Wetterwald, professeur de lycée qui avait été une ancienne étudiante de Marc Bloch à Strasbourg. Ils auront trois filles : Françoise (1941), Annik (1943) et Marie-Claude (1944).
À l'automne 1940, Robert Boutruche gagne Clermont-Ferrand où s'est repliée l'université de Strasbourg depuis septembre 1939. Il échappe à la rafle du 25 novembre 1943 organisée par les Allemands pour frapper la résistance qui se développait à l'université et se réfugie dans le Livradois.
Après sa nomination à la Sorbonne en 1959, Robert Boutruche habite à Fontenay-aux-Roses, au no 63 de la rue Marx-Dormoy. En 1972, et jusqu'en 1975, il réside à Bourg-la-Reine au no 2 de la rue des Plantes. Il est inhumé au cimetière de Bourg-la-Reine (dans la division 22).
Au début des années 1960, l'universitaire parisien passait ses vacances aux Houches, dans la vallée de Chamonix, la même localité que l'historien Jean Delumeau.

## Carrière universitaire

### Professeur de lycée

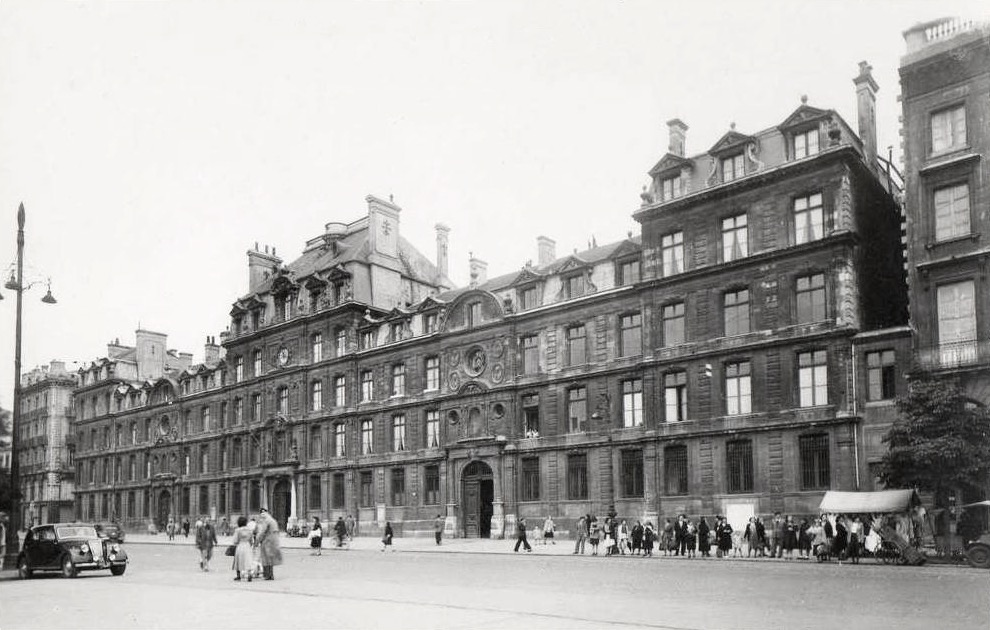
Lycée Montaigne à Bordeaux.

Robert Boutruche a d'abord été professeur délégué, en 1926, au collège de Vitré (Ille-et-Vilaine). Agrégé, et libéré des obligations militaires, il est affecté à l'automne 1928 au lycée de Brest pour un an.
Nommé ensuite au lycée de Bordeaux en 1929, le jeune professeur agrégé est chargé de la classe préparatoire à l'École coloniale. Cette circonstance le conduit à des recherches sur l'histoire coloniale à partir des fonds archives disponibles à Bordeaux. C'est ainsi qu'il publie l'article : « Existe-t-il une continuité dans la politique coloniale de la France ? », en 1935 ; et une contribution à un ouvrage collectif : « Bordeaux et le commerce des Antilles françaises au XVIIIe siècle », en 1935.
Robert Boutruche rencontre l'éminent historien Marc Bloch pour la première fois en 1934. Mais il s'est adressé à lui dès 1930 pour une aide à orienter ses recherches. Marc Bloch lui recommande « une étude d'histoire rurale et agraire, à la fois économique et juridique, et surtout en mettant l'accent sur la structure sociale ». Il lui conseille également d'acquérir une « éducation de médiéviste », d'apprendre la langue allemande « absolument nécessaire » et de parfaire sa culture générale.
Cette tâche ne lui laissait pas le temps qu'il aurait voulu pour se consacrer à sa thèse. Marc Bloch en témoigne dans une lettre à Lucien Febvre : « Il a beaucoup de peine à travailler, naturellement, avec ses heures de classe ».
Robert Boutruche est nommé professeur au lycée Rollin à Paris en 1935. L'année suivante, il obtient, enfin et grâce à Lucien Febvre, une bourse qui lui permet de faire des recherches en Angleterre (où il s'est déjà rendu en 1933).

### Universitaire à Strasbourg

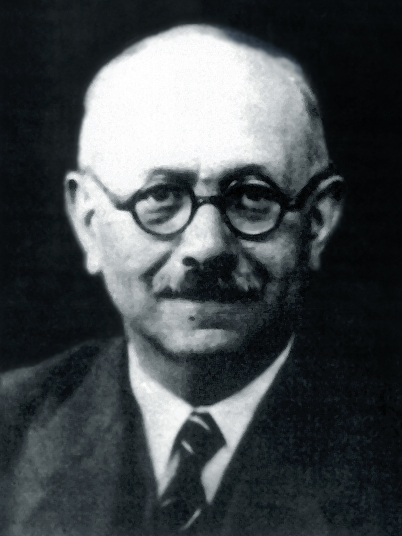
Marc Bloch (1886-1944).

Robert Boutruche échappe à l'enseignement secondaire en 1937, par son élection en tant que maître de conférences, chargé des sciences auxiliaires de l'histoire, à l'université de Strasbourg.
Il devient professeur titulaire d'histoire médiévale à l'université de Strasbourg en 1947, où il prend la succession du médiéviste Charles-Edmond Perrin.
Thèse, sous les conseils (mais pas la direction formelle) de Marc Bloch, soutenue en décembre 1946 avec un jury présidé par Louis Halphen (publiée en 1947).
Directeur d'études à l'École pratique des Hautes études (1954).

### Professeur à la Sorbonne
En 1959, Robert Boutruche, est nommé professeur titulaire de la chaire d'histoire économique du Moyen Âge à la Sorbonne, jusqu'en 1973. Directeur d'études à la IVe section de l'École pratique des Hautes études, en 1966.

### Directeur de thèses

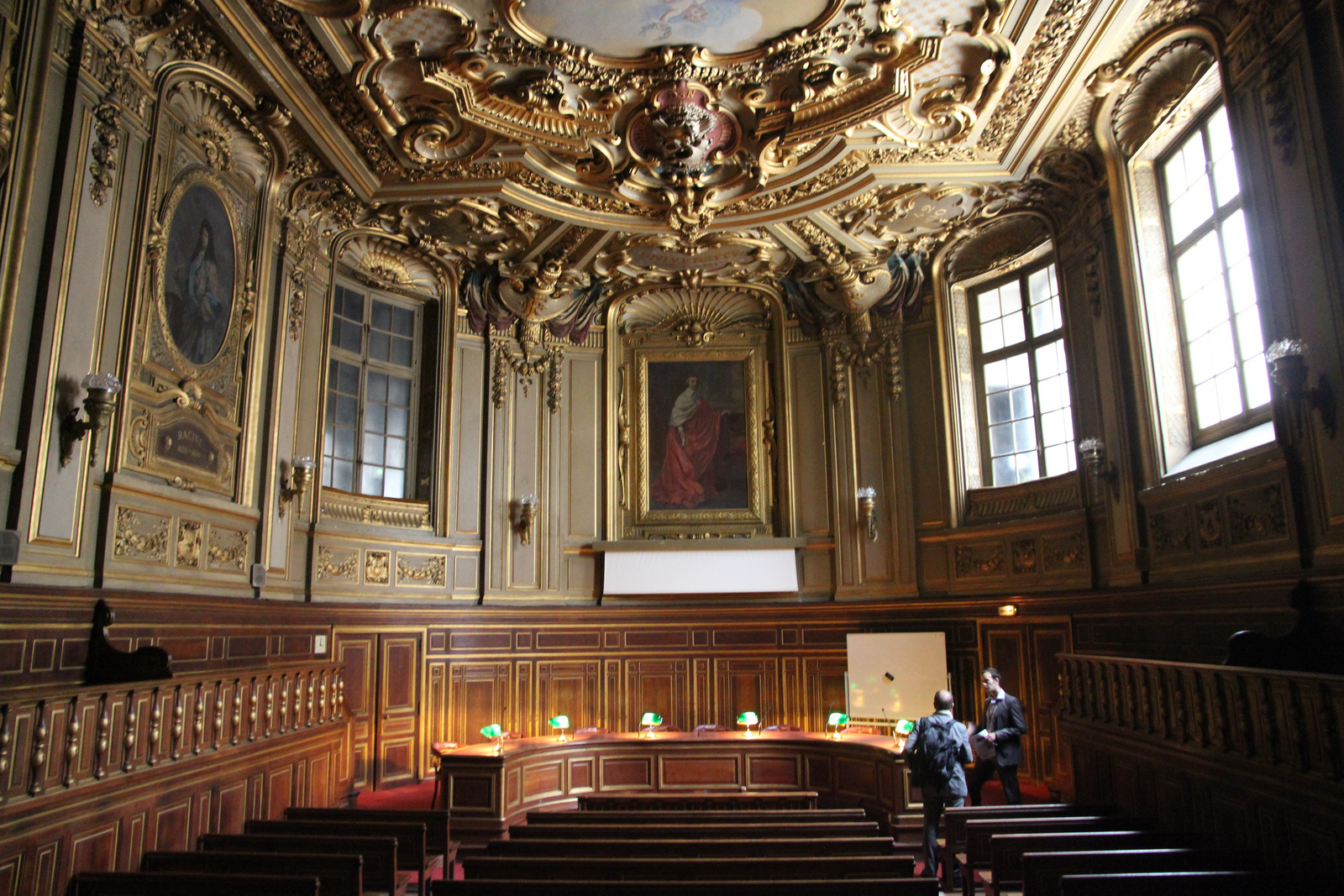
Salle Louis-Liard, soutenance de thèses.

Robert Boutruche a été le directeur de quatre thèses menées à terme :
- 1969 : La condition économique de la noblesse du Cotentin à la fin du Moyen Age, Max Campserveux (mémoire de l'École des hautes études)[20].
- 1972 : Chartres et ses campagnes (XIe – XIIIe siècles), André Chédeville.

## Responsabilités éditoriales
Robert Boutruche fonde, avec son collègue Paul Lemerle (byzantiniste), la collection "Nouvelle Clio" aux P.U.F. au début des années 1960. Les deux directeurs annoncent 45 volumes. Les premiers ouvrages marquent l'édition universitaire par la notoriété scientifique de leurs auteurs : Jacques Godechot, Frédéric Mauro, Jean-Baptiste Duroselle, Claude Fohlen, Jean Delumeau.
Le premier titre est dû à Jacques Godechot : Les révolutions (1770-1799), paru en 1963. La formule est caractérisée par la présentation d'une bibliographie "pratique, indicatrice, suggestive", par un "état des connaissances et une section "problèmes et directions de recherche".

## Publications

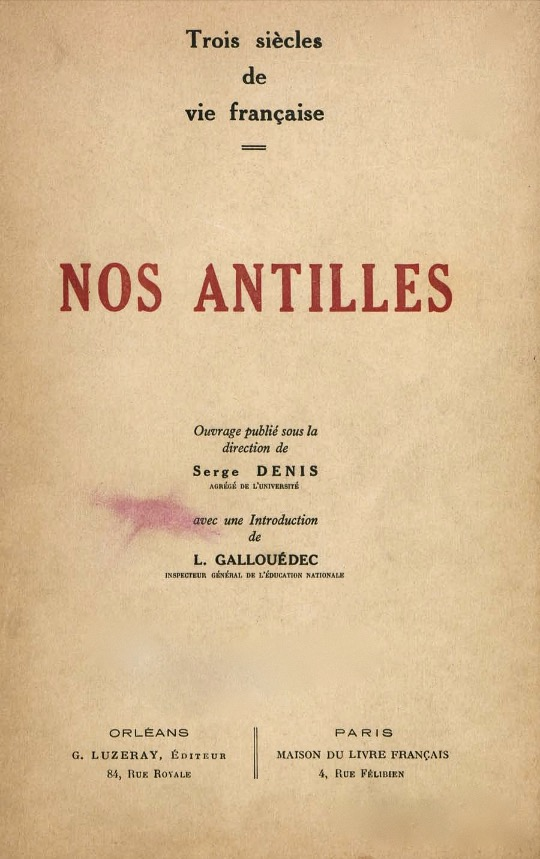

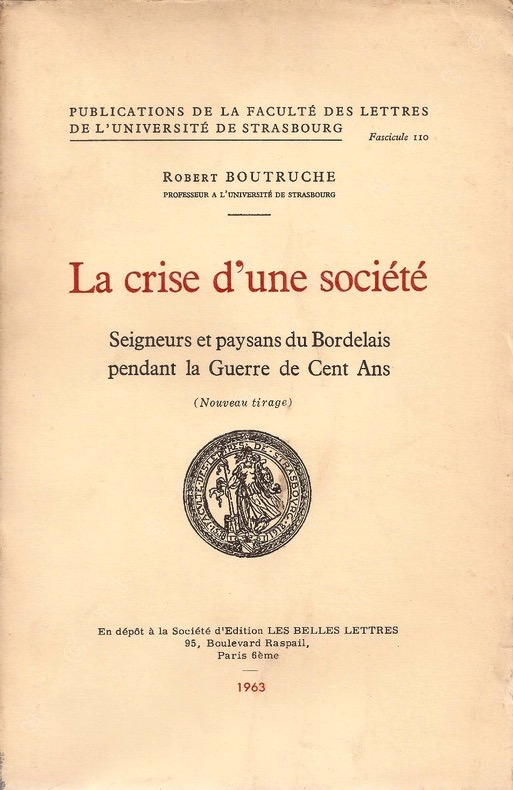
La Crise d'une société. Seigneurs et paysans du Bordelais pendant la guerre de Cent ans, tirage de 1963.

- "Existe-t-il une continuité dans la politique coloniale de la France du XIe au XXe siècle ?", Revue historique, tome CLXXII, 1933
- "Bordeaux et le commerce des Antilles françaises au XVIIIe siècle", extrait de Nos Antilles, Édition : Orléans, G. Luzeray, 1935 (en ligne).
- "Bordelais, Bazadais, Agenais, Bas-Quercy", Revue historique, 1936.
- "Les Courants de peuplement dans l'Entre-Deux-Mers, étude sur le brassage de la population rurale, XIe – XXe siècles", Annales d'histoire économique et sociale, no 31, janvier 1935, et no 32, mars 1935.
- "Aux origines d'une crise nobiliaire" [en Bordelais], Annales d'histoire sociale, 1939 (source).
- Une société provinciale en lutte contre le régime féodal. L'alleu en Bordelais et en Bazadais du XIe au XVIIIe siècle, Rodez, Impr. de P. Carrère, 1943.
- Pour comprendre l'Alsace, terre de contrastes avec Marcel Simon, Strasbourg, imprimerie des Dernières nouvelles, 1945.
- Alsace, avec Marcel Simon, Strasbourg, Imp. des Dernières nouvelles, 1945.
- La Crise d'une société, seigneurs et paysans du Bordelais pendant la guerre de Cent ans, thèse, éd. les Belles lettres, 1947.[compte-rendu bibliographique de Georges Duby] ; [compte-rendu bibliographique de Pierre-François Fournier]
- Une société provinciale en lutte contre le régime féodal, l'alleu en Bordelais et en Bazadais du XIe au XVIIIe siècle, thèse complémentaire, Rodez, impr. de P. Carrère, 1947.
- La Crise d'une société. Seigneurs et paysans du Bordelais pendant la guerre de Cent-ans, Paris, éd. Les Belles lettres, 1963 (nouveau tirage de la thèse).
- Bordeaux de 1453 à 1715 sous la direction de Robert Boutruche avec la collaboration de Jacques Bernard, Louis Desgraves, Françoise Giteau, Francis Loirette et Paul Roudié ; 1966 ; 562 p. ; 12 cartes et plans ; 22 pl. ; Tome IV d'Histoire de Bordeaux en 8 volumes ; publiée sous la direction de Charles Higounet ; édité par Fédération historique du Sud-Ouest [compte-rendu bibliographique]
- Seigneurie et féodalité 1. Le premier âge des liens d'homme à homme, Paris, Aubier, 1959 ; 2e éd., Paris, Montaigne, 1968.
- Seigneurie et féodalité 2. L'Apogée, XIe – XIIIe siècles, Paris, Aubier-Montaigne, 1970.
- Disponible dans Persée (en ligne) : 34 contributions de 1933 à 1975 (liste).

## Traductions
Nombreuses traductions en langue espagnole.

## Distinctions

### Récompenses
- 1947 : prix Saintour, de l'Académie des inscriptions et belles-lettres pour l'ouvrage Une société provinciale en lutte contre le régime féodal. L'alleu en Bordelais et en Bazadais, du XIe au XVIIIe siècle[23].
- 1948 : prix Gobert, de l'Académie des inscriptions et belles-lettres pour l'ouvrage La crise d'une société. Seigneurs et paysans du Bordelais pendant la guerre de Cent ans (second prix)[24].

### Décoration
- 1969 :  Chevalier de la Légion d'honneur

## Hommage
- Une salle de lecture de la Sorbonne porte le nom de Robert Boutruche